# 36 Arietis
36 Arietis, som är stjärnans Flamsteed-beteckning, är en ensam stjärna belägen i den mellersta delen av stjärnbilden Väduren. Den har en högsta skenbar magnitud på ca 6,40 och kräver åtminstone en handkikare för att kunna observeras. Baserat på parallax enligt Gaia Data Release 2 på ca 8,6 mas, beräknas den befinna sig på ett avstånd på ca 380 ljusår (ca 116 parsek) från solen. Den rör sig närmare solen med en heliocentrisk radialhastighet av ca -34 km/s. Stjärnan ingår i rörelsegruppen Wolf 630 av stjärnor som har en gemensam egenrörelse genom rymden.

## Egenskaper
36 Arietis är en orange till gul jättestjärna av spektralklass K2 III. Den har en massa som är ungefär lika med en solmassa, en radie som är ca 10 solradier och utsänder ca 44 gånger mera energi än solen från dess fotosfär vid en effektiv temperatur av ca 4 750 K.
36 Arietis är en misstänkt variabel, som har visuell magnitud +6,46 och varierar i amplitud med 0,07 magnituder utan någon fastslagen periodicitet.